# Kenaf
Kenaf (gambo-konoplja, Java-juta, javanska juta, gambo konoplja, bombajska konoplja, Hibiscus cannabinus, perz. kanaf) je jednogodišnja zeljasta biljka iz porodice sljezovki (Malvaceae).
Stabiljika kenafa visoka je oko tri metra, a ima prstaste gornje listove te velike žute ili crvene cvjetove. Raste kao samonikao u tropskim predjelima Afrike i u Indiji. Zbog vlakana, poznatih pod nazivom javanska juta, gambo konoplja ili bombajska konoplja, uzgaja se u Indiji, Kini i Rusiji. Vlakno kenafa jače je od vlakna jute, pa se često rabi umjesto njih za izradu užadi i grube pređe.

## Sinonimi
1. Abelmoschus congener Walp.
2. Abelmoschus verrucosus Walp.
3. Furcaria cannabina Ulbr.
4. Furcaria cavanillesii Kostel.
5. Hibiscus congener Schumach. & Thonn.
6. Hibiscus malangensis Baker f.
7. Hibiscus obtusatus Schumach.
8. Hibiscus vanderystii De Wild.
9. Hibiscus vitifolius Mill.
10. Hibiscus wightianus Wall.